# Apioscelis bulbosa
Az Apioscelis bulbosa a rovarok (Insecta) osztályának egyenesszárnyúak (Orthoptera) rendjébe, ezen belül a Proscopiidae családjába tartozó faj.
Nemének a típusfaja.

## Előfordulása
Az Apioscelis bulbosa előfordulási területe Dél-Amerika nyugati része, főleg Peru térsége; azonban Ecuadorban és Észak-Brazíliában is megtalálható.

## Megjelenése
Habár az egyenesszárnyúak rendjébe tartozik, ez a rovar megjelenésileg a botsáskákra (Phasmatodea) emlékeztet. Az alapszíne zöldes vagy barnás. A vékony testéből még vékonyabb lábak nőnek ki. A szemei a feje tetején ülnek; a rágószerve nagy pofát kölcsönöz. A nőstény 50 milliméteres, míg a hím 75 milliméter hosszú.

## Életmódja
Ez a rovar fogságban Scindapsus-fajokkal, valamint rózsafélékkel és tölgyfélékkel táplálható. A 22-28 Celsius-fokot kedveli.

## Szaporodása
A nőstény a humuszos vagy homokos talajba rakja le petéit. A kikelés 7-9 hét múlva következik be.